# Joaquín Solano
Joaquín Solano Chagoya (Chicontepec, 2 de junho de 1913 - 15 de fevereiro de 2003) foi um ginete mexicano, especialista no CCE, medalhista olímpico. 

## Carreira
Joaquín Solano representou seu país nos Jogos Olímpicos de 1948, conquistou a medalha de bronze no CCE por equipes, em 1948.